# Mimic 3
Mimic 3 (eng. Mimic 3: Sentinel) je američki znanstvenofantastični horor iz 2003. godine, kojeg je režirao T.J. Petty. Scenarij filma je inspiriran istoimenom kratkom pričom Donald A. Wollheima. Ovaj film predstavlja posljednji nastavak Mimic trilogije, koju uz ovaj film čine i filmovi Mimic i Mimic 2. Također, potrebno je napomenuti kako je ovaj film režiran direktno za DVD.   

## Radnja
Mimic 3 se udaljava od tonova koji su bili prisutni u prva dva filma. Također, mnogi obožavatelji su film okarakterizirali kao nešto između Hitchcockovog filma Prozor u dvorište i Mimic franšize. 
Mladi Marvin (Karl Geary), koji je hiper-osjetljiv na okoliš, nije u mogućnosti napustiti zidove svoje sterilizirane sobe, kako bi si skratio vrijeme, te stoga krati svoje vrijeme na najbolji, njemu dostupni, način, tj. on cijeli dan provodi fotografirajući svoje susjede. Povremeno, on svojim objektivom "hvata" prizore u kojima njegovu mlađu sestru Rosy (Alexis Dziena) zavodi lokalni narko-diler, no ipak, leća Marvinovog objektiva većinom ostaju usredotočena na misterioznog susjeda znanog pod nadimkom "Smetlar" (Lance Henriksen) i lijepu susjedu Carmen (Rebecca Mader). Potom, nakon što njegovi (Marvinovi) susjedi počnu nestajati a misteriozne figure se pojavljivati i iščezavati iz vidokruga objektiva, izolirani voajer počinje sumnjati kako nekakvo zlo djeluje u njegovom susjedstvu. Nadalje, iako Rosy i Carmen imaju veliku želju pomoći Marvinu u obavljanju malo detektivskog posla, cijela situacija izlazi izvan okvira kontrole, kada se otkrije činjenica da je Juda vrsta daleko od istrebljenja, tj. da još uvijek postoje pripadnici te vrste.

## Glavne uloge
- Lance Henriksen kao Smetlar / CDC agent Kirchner
- Karl Geary kao Marvin
- Alexis Dziena kao Rosy
- Keith Robinson kao Desmond
- Tudorel Filimon kao ptičar
- Rebecca Mader kao Carmen

## Nominacije
Film je ostvario tri nominacije za nagradu DVDX i to u sljedećim kategorijama: Najbolji glumac u filmu koji je doživio svoju premijeru na DVD-u - Lance Henriksen; Najbolja glumica u filmu koji je doživio svoju premijeru na DVD-u - Amanda Plummer; Najbolji vizualni efekti u filmu koji je doživio svoju premijeru na DVD-u - Jamison Scott Goei    

## Vanjske poveznice
- Mimic 3 u internetskoj bazi filmova IMDb-a
- Mimic 3[neaktivna poveznica] na All Movie Guideu